# Lista siturilor arheologice din județul Brăila - Z
Lista siturilor arheologice din județul Brăila - Z conține toate siturile arheologice din județul Brăila înscrise în Repertoriul Arheologic Național (RAN) și aflate în localități al căror nume începe cu litera Z. RAN este administrat de Ministerul Culturii și Patrimoniului Național și cuprinde date științifice, cartografice, topografice, imagini și planuri, precum și orice alte informații privitoare la zonele cu potențial arheologic, studiate sau nu, încă existente sau dispărute.
Puteți căuta un sit din localitățile care încep cu litera Z folosind formularul de mai jos sau puteți naviga prin toate siturile din județ la Lista siturilor arheologice din județul Brăila.
| Cod RAN     | Denumire                                                                                                   | Localitate                  | Adresă           | Datare | Descoperit | Coordonate | Imagine           | Erori            |
| ----------- | --- | --------------------------- | ---------------- | ------ | ---------- | ---------- | ----------------- | ---------------- |
| 44541.11.01 | Tumulul de la Zăvoaia -"Movila Babei" / ansamblu anonim (Categorie: descoperire funerară) (Tip: Tumul)     | sat Zăvoaia, comuna Zăvoaia | Movila Babei     |        |            |            | Încărcați imagine | Raportați eroare |
| 44541.10.01 | Tumulul de la Zăvoaia -"Movila Robitu" / ansamblu anonim (Categorie: descoperire funerară) (Tip: Tumul)    | sat Zăvoaia, comuna Zăvoaia | Movila Robitu    |        |            |            | Încărcați imagine | Raportați eroare |
| 44541.09.01 | Tumulul de la Zăvoaia -"Movila Lobodă" / ansamblu anonim (Categorie: descoperire funerară) (Tip: Tumul)    | sat Zăvoaia, comuna Zăvoaia | Movila Lobodă    |        |            |            | Încărcați imagine | Raportați eroare |
| 44541.08.01 | Tumulul de la Zăvoaia -"Movila Ulmului" / ansamblu anonim (Categorie: descoperire funerară) (Tip: Tumul)   | sat Zăvoaia, comuna Zăvoaia | Movila Ulmului   |        |            |            | Încărcați imagine | Raportați eroare |
| 44541.07.01 | Tumulul de la Zăvoaia -"Movila 30/47,186" / ansamblu anonim (Categorie: descoperire funerară) (Tip: Tumul) | sat Zăvoaia, comuna Zăvoaia | Movila 30/47,186 |        |            |            | Încărcați imagine | Raportați eroare |
| 44541.06.01 | Tumulul de la Zăvoaia -"Movila 30/48,123" / ansamblu anonim (Categorie: descoperire funerară) (Tip: Tumul) | sat Zăvoaia, comuna Zăvoaia | Movila 30/48,123 |        |            |            | Încărcați imagine | Raportați eroare |
| 44541.05.01 | Tumulul de la Zăvoaia -"Movila 31/51,93" / ansamblu anonim (Categorie: descoperire funerară) (Tip: Tumul)  | sat Zăvoaia, comuna Zăvoaia | Movila 31/51,93  |        |            |            | Încărcați imagine | Raportați eroare |
| 44541.04.01 | Tumulul de la Zăvoaia -"Movila 32/42,341" / ansamblu anonim (Categorie: descoperire funerară) (Tip: Tumul) | sat Zăvoaia, comuna Zăvoaia | Movila 32/42,341 |        |            |            | Încărcați imagine | Raportați eroare |
| 44541.03.01 | Tumulul de la Zăvoaia -"Movila 28/30,280" / ansamblu anonim (Categorie: descoperire funerară) (Tip: Tumul) | sat Zăvoaia, comuna Zăvoaia | Movila 28/30,280 |        |            |            | Încărcați imagine | Raportați eroare |
| 44541.02.01 | Tumulul de la Zăvoaia -"Movila 29/33,284" / ansamblu anonim (Categorie: descoperire funerară) (Tip: Tumul) | sat Zăvoaia, comuna Zăvoaia | Movila 29/33,284 |        |            |            | Încărcați imagine | Raportați eroare |
| 44541.01.01 | Tumulul de la Zăvoaia - "Movila Cocoțată" / ansamblu anonim (Categorie: descoperire funerară) (Tip: Tumul) | sat Zăvoaia, comuna Zăvoaia | Movila Cocoțată  |        |            |            | Încărcați imagine | Raportați eroare |